# Franz Mertens
Franz Carl Josef Mertens (20 de marzo de 1840-5 de marzo de 1927) (también conocido como Franciszek Mertens) fue un matemático polaco, especializado en teoría de números. Los teoremas de Mertens y la función de Mertens llevan su nombre. 

## Semblanza
Mertens nació en Schroda en el Gran Ducado de Posen, Reino de Prusia (posteriormente Środa Wielkopolska, Polonia) en 1840.
La función de Mertens M(x) es la función de suma para la función de Möbius, en la teoría de función aritméticas. La conjetura de Mertens relativa a su crecimiento, acotándolo a x1/2, habría implicado el cumplimiento de la hipótesis de Riemann, pero ahora se sabe que es falsa (Odlyzko y te Riele, 1985). La constante de Meissel-Mertens es análoga a la constante de Euler-Mascheroni, pero la suma de series armónicas en su definición es solo sobre los números primos en lugar de sobre todos los números enteros y el logaritmo se toma dos veces, no solo una vez. Los teoremas de Mertens son tres resultados de 1874 relacionados con la densidad de los números primos.
Erwin Schrödinger aprendió cálculo y álgebra de Mertens.
Falleció en 1927 en Viena, Austria.

## Reconocimientos
- Su memoria es honrada con la Beca Franciszek Mertens otorgada a aquellos alumnos destacados de escuelas secundarias extranjeras que deseen estudiar en la Facultad de Matemáticas e Informática de la Universidad Jaguelónica en Cracovia y hayan resultado finalistas de las pruebas nacionales de nivel matemático o de olimpiadas de informática, o hayan participado en una de las siguientes olimpiadas internacionales: en la Olimpiada Internacional de Matemática (IMO), en la Olimpiada Internacional de Informática (IOI), en la Olimpiada Internacional de Astronomía (IAO), en la Olimpiada Internacional de Física (IPhO), en la Olimpiada Internacional de Lingüística (IOL), o fueron participantes de la Olimpiada Matemática Europea para Niñas (EGMO).[2]